# Batalla de Márinka (2015)
La batalla de Márinka fue una batalla corta en la guerra del Dombás en y alrededor de Márinka, Óblast de Donetsk, que tuvo lugar el 3 de junio de 2015. La 28.ª Brigada Mecanizada de Guardias de Ucrania, la 30.ª Brigada Mecanizada, la 43.ª Brigada de Artillería y la 93.ª Brigada Mecanizada lucharon contra la milicia prorrusa Guardia Republicana afiliada a la autoproclamada República Popular de Donetsk (RPD) y la Brigada Pyatnashka bajo Akhra Avidzba. La ciudad de Márinka fue capturada brevemente por los paramilitares de la RPD antes de que los ucranianos la recuperaran.

## Enfrentamientos
Según el ejército ucraniano, los combates alrededor de la ciudad de Márinka, controlada por Ucrania, comenzaron a las 3 a. m. del 3 de junio, cuando los separatistas lanzaron una ofensiva con tanques y 1000 combatientes. La RP de Donetsk declaró que este ataque fue en respuesta al fuerte bombardeo ucraniano de la ciudad de Donetsk, Jórlivka, Staromykhailivka y Yenákiyeve en la noche del 2 de junio a la mañana del 3 de junio. Agregaron que esos bombardeos mataron a 15 personas en el territorio controlado por la república prorrusa cerca de Márinka. El ataque separatista comenzó con fuego de artillería, seguido de un asalto de infantería y tanques cuando salió el sol. La lucha duró casi 12 horas antes de detenerse, pero se reanudó poco después. La lucha también se había extendido a Krasnogórivka, y ambas ciudades estaban en llamas mientras se producían enfrentamientos callejeros sangrientos y caóticos. También se intercambió fuego de cohetes y artillería. Al final del día, los rebeldes habían obtenido el control de una parte de la ciudad, y un miembro del parlamento ucraniano dijo que el 70 por ciento de Márinka estaba en manos de la RP de Donetsk.

## Alto el fuego
La situación en Márinka se estabilizó durante la tarde cuando se estableció un alto el fuego. El ejército ucraniano declaró que el alto el fuego restauró su control de la ciudad y tanto el ministro de Defensa de la República Popular de Donetsk, Vladímir Kónonov, como el ejército ucraniano confirmaron a la OSCE que Márinka estaba bajo control ucraniano. El 4 de junio, un reportero de AP visitó brevemente la ciudad y confirmó que estaba bajo el control del gobierno, con tropas realizando operaciones de limpieza.
Los combates en Márinka y sus alrededores dejaron 20 separatistas y cuatro soldados muertos, mientras que 99 separatistas y 39 soldados resultaron heridos. Otros 9 civiles habían muerto y otros 30 resultaron heridos. El 4 de junio, según la RP de Donetsk, el fuego de artillería y morteros del gobierno ucraniano continuó golpeando varias ciudades controladas por la RP de Donetsk, incluida la ciudad de Donetsk, dejando 16 combatientes separatistas y cinco civiles muertos, mientras que 86 combatientes y 38 civiles resultaron heridos. Al día siguiente, el presidente ucraniano afirmó que los militares habían recuperado Márinka, después de expulsar a los separatistas, y capturado a 12 "saboteadores", incluido un ciudadano ruso. Su afirmación no fue confirmada de forma independiente.

## Secuelas
El Kyiv Post citó a comandantes militares ucranianos que dijeron que si los separatistas hubieran capturado Márinka y Krasnogórivka, habrían creado un cuello de botella para las fuerzas ucranianas en Pisky y Avdíivka (norte y noroeste de Donetsk). Los soldados ucranianos que lucharon en la batalla le dijeron a Kyiv Post que creían que la batalla tenía como objetivo poner a prueba sus capacidades. Esta opinión fue compartida por el analista militar ruso Pavel Felgenhauer. Los rebeldes negaron haber atacado a Márinka y describieron la lucha que tuvo lugar en la ciudad como un contraataque.